# 同時マスキング
同時マスキング（、英: simultaneous masking）は同時に鳴っている2つの音の間で発生するマスキングである。周波数マスキング（、英: frequency masking）とも。
例えば、440ヘルツと450ヘルツの正弦波の音は別々に聴けば区別できるが、ほぼ同じ周波数帯であるため、同時に鳴っていると、明確に区別して知覚できない。

## 原理
同時マスキングは蝸牛の基底膜が音の周波数に応じた位置で揺れるために発生する。音の振動は卵円窓から入って進行波となり、高い音ほど手前側の基底膜を大きく揺らす。逆に低い音は奥まで伝播する。この周波数依存性のため、似た周波数の2つの音が同時に鳴ると隣接する基底膜がともに揺れる。これにより片方の音に対する感度が落ち、マスキングが発生する。
同時マスキングでは低音が高音をマスクする傾向がある。これは進行波が徐々に振幅を増し、共振点以降で急激に減少することで説明される。つまり高音は手前（卵円窓側）で振幅が収まるため低音をあまりマスクせず、逆に低音は奥に進みながら徐々に振幅が増すため途中の高音の共振点をマスクする。

## 応用
同時マスキングは音の大きさ（ラウドネス）の知覚へ影響するため、大きさに関する応用が様々なされている。以下はその一例である：
- 複合音のラウドネス推定
  - Zwicker 法
  - Moore-Glasberg 法